# Moltke (adelsslægt)
 For alternative betydninger, se Moltke. (Se også artikler, som begynder med Moltke)
Slægten von Moltke er en gammel adelsslægt fra Mecklenburg. Den har en dansk gren, hvis medlemmer har spillet en stor rolle i danmarkshistorien.

## Historie
En ridder ved navn Matthäus Moltke nævnes i året 1220. Slægten kendes med sikkerhed fra 1254/55 med brødrene og ridderne Fridericus Meltiko og Johannes Moltike. Anetavlen begynder med nævnte Friedrich. Senere støder man på slægten Moltke i svensk Pommern og i selve Sverige, hvortil den kom via Hennig von Moltke under Albrecht 3. af Mecklenburg. Den svenske linje er senere uddød, men andre linjer fandtes i Østrig, Bayern, Württemberg og Danmark (hvor den fremdeles eksisterer). Linjen på Glorup bærer navnet Moltke-Huitfeldt.
I deres våben førte de tre sorte urhaner i guldfelt, på hjelmen syv, tidligere seks, guldsceptre med påfuglefjer.
Allerede omkring år 1300 havde slægten fodfæste i Danmark. I Kjeldby Kirke på Møn findes en ligsten over Hr. Henneke Moltke (d. 1326). Hr. Fikke Moltke var 1362 høvedsmand på Vordingborg Slot, som han forsvarede mod Hansestæderne, med hvilke han ofte forhandlede på kongens vegne. Hans bror, Conrad Moltke, var far til Hr. Johannes (Henneke) Moltke til Nielstrup  og til Hr. Evert Moltke, som var Valdemar Atterdags kammermester og marsk — begge ejede samtidig Torbenfeld — samt endelig til Hr. Fikke Moltke til Kyse, der var lensmand på Riberhus. En anden af den ældre Fikke Moltke’s brødre, lensmand på Dronningholm i Sjælland, Hr. Albert Moltke, var fader til Conrad (Cort) Moltke, som 1369 havde sæde i Rigsrådet. Denne var høvedsmand på Varberg, Vordingborg og Stegeborg Slot i Östergötland og spillede en fremtrædende rolle ved de forhandlinger, som førtes i Stralsund mellem kongen og Hansestæderne og siden ved uenighederne om tronfølgen efter Valdemar Atterdags død. Per Ugerup, "som kaldes Moltke", døde omkring 1520, vistnok som sidste mand af denne linje, "de gamle danske Moltker".
Samtlige nulevende medlemmer af slægten nedstammer fra Gebhard Moltke til Strietfeld, der endnu levede 1563.

## Linjen Samow
Til linjen Samow hørte dansk generalløjtnant Friedrich Philipp Victor von Moltke (1768-1845), der 1809 – som bataillonskommandør – med megen berømmelse deltog i belejringen af Stralsund. Han var fader til generalfeltmarskal, grev Helmuth Karl Bernhard von Moltke og til kammerherre Bernhard Adolf Erdmann Georg von Moltke (1804-1871), der var deputeret i Tyske Kancelli, i efteråret 1848 medlem af den såkaldte fællesregering og senere administrator for Grevskabet Rantzau.
Efter hertugdømmernes afståelse gik sidstnævnte i preussisk tjeneste. Hans søn arvede den generalfeltmarskallen 1870 tildelte preussiske grevetitel. Den nævnte generalløjtnants ældre broders søn, kaptajn Carl Bernhard Ludvig Otto Moltke (1792-1834), fik allerede ridderkorset som sekondløjtnant for udmærket Mod og Raskhed under angrebet paå Stralsund 1809. Han var fader til chef for Københavns væbning, generalmajor Otto Heinrich Albert Theodor Frederik August Moltke (1827-1897), der deltog i begge de slesvigske krige, og som 10. november 1866 blev naturaliseret som dansk adelsmand. Sidstnævntes søn var chef for officersskolen, generalmajor Otto August Heinrich Moltke (1868-1922).

## Linjen Schorsow
Til linjen Schorsow hørte Stiftamtmand, først i Ribe, derefter i Sjællands Stift, senere overpræsident i København, gehejmekonferensråd og hvid ridder, grev Werner Jasper Andreas Moltke (1755-1835), en udmærket dygtig embedsmand, hvem »det erkendtlige« Ribe i 1802 rejste en mindestøtte, og som ved patent af 19. september 1834 optoges i lensgrevelig stand. Hans søn, gehejmekonferensråd, kammerherre, grev Ehrenreich Christopher Ludvig Moltke (1790-1864), var stiftamtmand på Island og i Aalborg, marskal hos prins Frederik (Frederik 7.) 1828-32 og derefter gesandt, først i Stockholm, siden i Paris, hvor han repræsenterede landet i 1848. Fra sidstnævnte post blev han afskediget 1856, efter at han indstændigt havde frarådet et besøg af Frederik 7. og Grevinde Danner ved hoffet i Tuilerierne. Denne grevelige linje uddøde med ham. Hans farbroder, preussisk overjægermester Friedrich Detlev Moltke (1750-1825), blev tysk rigsgreve 1776 og har efterladt stadig blomstrende afkom.
Claus Joachim Moltke til Strietfeld trådte 1644 i dansk militærtjeneste. Hans søn, dansk kaptajn, mecklenburg-schwerinsk landråd Joachim Moltke (1663-1730), var fader til dansk gesandt i Regensburg, gehejmeråd og hvid ridder Joachim Christoph Moltke (1699-1781), til kommandant på Kronborg, generalløjtnant og hvid ridder Johan Georg Moltke (1703-1764) og til overhofmarskal, grev Adam Gottlob Moltke. Den ældste af disse tre brødre var fader til overhofmester hos enkedronning Juliane Marie, gehejmekonferensråd, blå og hvid ridder Anton Heinrich Moltke (1734-1792), der 15. februar 1776 blev naturaliseret som dansk adelsmand, men som ikke efterlod sønner.
Den anden broders, generalløjtnantens, søn, Adam Ludvig Moltke (1743-1810), avancerede til major, kæmpede derefter 1769-72 med udmærkelse mod tyrkerne i russisk. tjeneste, hvor han avancerede til brigadechef, og vendte så tilbage til den danske hær, i hvis rækker han gjorde god fyldest, sidst som kommanderende general i Nørrejylland. Under englændernes overfald på Danmark 1801 organiserede han med megen iver forsvarsanstalter langs de jyske kyster. Som en anerkendelse blev den nordre skanse ved Fladstrand opkaldt efter ham. I sin mangeårige garnisonsby Aalborg anlagde han "Frederikskilde", i Randers et tøjhus, Nørrejyllands Tøjhus. Ved sin afgang fra hæren hædredes han med Elefantordenen. Allerede 18. april 1770 var han blevet naturaliseret som dansk adelsmand.
Han blev fader til generalkrigskommissær, kammerherre Andreas Georg Adam Moltke (1780-1846), hvis søn var oversætteren Adam Ludvig Joachim Moltke, til generalløjtnant Anton Carl Frederik Moltke, til hofchef, kammerherre Georg Moltke (1786-1840), der efter at have ægtet besidderinden af substitutionen for Baroniet Villestrup ved patent af 1. maj 1828 optoges i friherrestanden med navnet Moltke-Rosenkrantz, men som kun efterlod en ugift søn, og endelig til byskriver i Svendborg, kammerjunker Christian Julius Frederik August Moltke (1787-1845).
Denne sidstes søn, amtmand over Hjørring Amt, kammerherre Adam Frederik Moltke (1821-1886), blev fader til generalmajor Carl Christian Frederik Moltke (1867-1955), der 1920-23 var chef for Sønderjysk Kommando, og til statsadvokat Vilhelm Gebhard Moltke (1872-1948). Ovennævnte generalløjtnant J.G. Moltkes (d. 1764) yngste søn, gehejmestatsminister Frederik Moltke, hvis afkom ikke opnåede naturalisation som dansk adel, blev fader til herredsfoged, kammerherre Herman Georg Moltke (1789-1854) – blandt hvis sønner skal nævnes birkedommer i Kronborg østre Birk, kammerherre Fritz Moltke (1820-1909) og oberst Anton Carsten Julius Andreas Vilhelm Moltke (1830-1914), der var sidste mand af gehejmestatsminister Frederik Moltkes efterslægt – og til overførster ved 1. Inspektion, hofjægermester Wilhelm Moltke (1802-1882).

## Grev Adam Gottlob Moltke
Ovennævnte grev Adam Gottlob Moltke, der oprettede Grevskabet Bregentved blev ved patent af 31. marts 1750 optaget i den danske grevestand.
I to ægteskaber fødtes ham hele 22 børn, af hvilke her skal nævnes:
- Deputeret for finanserne, overhofmarskal, gehejmekonferensråd, hvid ridder, dr.jur., grev Christian Frederik Moltke til Turebyholm (1736-1771)
- General af kavaleriet, kammerherre og hvid ridder, grev Caspar Herman Gottlob Moltke til Dronninggård og Dronninglund (1738-1800)
- Generalløjtnant af kavaleriet, kammerherre og hvid ridder, grev Christian Magnus Frederik Moltke til Nør (1741-1813), der blev stamfader til greverne Moltke af Nør
- Deputeret i Generallandvæsenskollegiet, gesandt i Oldenburg, gehejmekonferensråd og hvid ridder, grev Frederik Ludvig Moltke (1745-1824), som kaldtes "den lærde Moltke"
- Gehejmestatsminister, grev Joachim Godske Moltke (1746-1818), der arvede grevskabet
- Viceadmiral, kammerherre og hvid ridder, grev Adam Gottlob Ferdinand Moltke (1748-1820)
- Stiftamtmand i Trondhjem, derefter i Kristiania og sidst i Fyn, gehejmekonferensråd, blå og hvid ridder, grev Gebhard Moltke (1764-1851) til Stamhuset Moltkenborg, der ved patent af 12. juli 1843 fik navnet Moltke-Huitfeldt og et nyt våben med de to slægters mærker i
- Gehejmestatsminister, grev Otto Joachim Moltke (1770-1853), som blev stamfader for greverne Moltke af Espe
- Gesandt i Stockholm, Haag og London gehejmekonferensråd og hvid ridder, grev Carl Emil Moltke (1773-1858), fra hvem greverne Moltke af Nørager nedstammer.

Af disse brødre blev den tredje fader til kammerjunker, grev Adam Gottlob Ditlev Moltke til Nør (1765-1843) – hvis søn var gehejmestatsminister, grev Carl Moltke, der er farfader til gesandt i Berlin, udenrigsminister og kammerherre, grev Carl Poul Oscar Moltke (1869-1935) – og til medlem af overretten på Gottorp, en tid præsident i Stænderforsamlingen, landråd, grev Magnus Moltke (1785-1864), der optrådte som politisk forfatter og ivrig Slesvig-Holstener, og som 1848 sendte sin kammerherrenøgle og sit ridderkors tilbage.
Ovennævnte gehejmestatsminister, grev J.G. Moltke blev fader til gehejmestatsminister, grev Adam Wilhelm Moltke, blandt hvis sønner skal nævnes kammerherre, grev Frederik Georg Julius Moltke til Bregentved (1825-1875), som var mangeårig rigsdagsmand, udenrigsminister i Ministeriet Estrup (1875) og kurator for Vallø Stift, hvor der rejstes ham et mindesmærke, og gehejmekonferensråd, grev Christian Henrik Carl Moltke til Lystrup og Jomfruens Egede (1833-1918), der var et indflydelsesrigt medlem af Landstinget, kurator for Vallø og ordensskatmester, og som nød meget stor anseelse som udmærket dygtig landmand. Han var far til kammerherre Aage Moltke (1866-1943).
Den førstnævnte af disse to brødre blev fader til grevskabets sidste besidder, landstingsmand, præsident i Det Kongelige Danske Landhusholdningsselskab, kammerherre, grev Frederik Christian Moltke (1854-1936) og til hofmarskal hos kong Frederik 8., kammerherre, grev Joachim Ludvig Moltke (1857-1943).

## Personer

### Linjen Samsow
- Friedrich Philipp Victor von Moltke (1768-1845), officer, far til:
- Helmuth Karl Bernhard von Moltke (1800–1891), preussisk generalfeltmarskal og generalstabschef
- Helmuth Johannes Ludwig von Moltke (1848–1916), preussisk generaloberst og generalstabschef, nevø til Helmuth Karl Bernhard von Moltke
- Friedrich von Moltke (1852–1927), overpræsident for Østpreussen, preussisk indenrigsminister, bror til Helmuth Johannes Ludwig von Moltke
- Helmuth James von Moltke (1907–1945), modstandsmand i Det tredje Rige, grandnevø til Helmuth Karl Bernhard von Moltke oo Freya von Moltke (født 1911)

### Linjen Schorsow (inkluderende A.G. Moltke og hans brødre)
- Joachim Christoph Moltke (1699-1781), diplomat
  - Anton Henrik Moltke (1734-1792), gehejmeråd
- Johan Georg Moltke (1703-1764), dansk general
  - Adam Ludvig Moltke (1743-1810), dansk general
    - Andreas Georg Adam Molkte (1780-1846), officer
      - Adam Ludvig Joachim Moltke (1805-1872), oversætter

    - Anton Carl Frederik Moltke (1784-1863), dansk general
    - Georg Moltke-Rosenkrantz (1786-1840), baron, hofchef og kammerherre
    - Christian Julius Frederik August Moltke (1787-1845), byskriver og kammerjunker
      - Adam Frederik Moltke (1821-1886), amtmand
        - Carl Christian Frederik Moltke (1867-1955), generalmajor, chef for Sønderjysk Kommando
        - Vilhelm Gebhard Moltke (1872-1948), statsadvokat for Sjælland

  - Frederik Moltke (1754-1836), dansk statsminister
    - Herman Georg Moltke (1789-1854), herredsfoged og kammerherre
      - Fritz Moltke (1820-1909), birkedommer
      - Anton Carsten Julius Andreas Vilhelm (1830-1914), oberst

    - Vilhelm Moltke (1802-1882), hofjægermester
- Adam Gottlob Moltke (1710–1792), dansk overhofmarskal og godsejer, lensgreve:
  - Christian Frederik Moltke (1736-1771), greve, gehejmeråd
  - Caspar Herman Gottlob Moltke (1738-1800), greve, officer
  - Christian Magnus Frederik Moltke (1741-1813), greve af Nør, general
    - Adam Gottlob Ditlev Moltke (1765-1843), greve af Nør, forfatter
      - Carl Moltke (1798-1866), greve af Nør, minister
        - Adam Henrik Carl Moltke (1828-1913), greve af Nør, kammerherre, østrigsk major
          - Carl Poul Oscar Moltke (1869-1935), greve af Nør, udenrigsminister, ambassadør

      - Magnus Theodor Moltke (1806-1860), greve, godsejer
      - Adam Friedrich Adamson Moltke (1816-1885), greve, regeringspræsident

    - Joachim Moltke (1769-1820), greve
      - Adam Gottlob Ditlev Moltke (1803-1852), greve
        - Oskar Peter August Moltke (1828-1882), greve
          - Harald Viggo Moltke (1871-1960), greve, dansk maler

    - Magnus Moltke (1783-1864), greve, overretsråd

  - Frederik Ludvig Moltke (1745-1824), greve, gehejmeråd
  - Joachim Godske Moltke (1746-1818), dansk statsminister, lensgreve
    - Adam Wilhelm Moltke (1785–1864), lensgreve, politiker, statsminister, konseilspræsident fra 1848 til 1852
      - Frederik Georg Julius Moltke (1825-1875), lensgreve, minister
      - Christian Henrik Carl Moltke (1833-1918), lensgreve, politiker

  - Adam Gottlob Ferdinand Moltke (1748-1820), greve, søofficer
  - Gebhard Moltke-Huitfeldt (1764-1851), greve, gehejmeråd
    - Adam Gottlob Moltke-Huitfeldt (1798-1868), greve, gehejmeråd
      - Gebhard Léon Moltke-Huitfeldt (1829-1896), greve, diplomat

  - Otto Joachim Moltke (1770-1853), greve, statsmand
    - Adam Gottlob Moltke (1798-1863), generalkrigskommisær og kammerherre
      - Otto Joachim Vilhelm Moltke (1828-1868), greve
      - Vilhelm Imanuel Johannes Carl Moltke (1830-?), greve
      - Thusnelda Moltke (1843-1926), skolebestyrerinde og komtesse

    - Vilhelm Mathias Moltke (1801-1864), greve, amtmand

  - Carl Emil Moltke (1773-1858) til Nørager, diplomat og godsejer oo Thusnelda Moltke (1788-1842), født von Münster-Meinhövel
    - Adam Georg Ernst Henrik Moltke (1822-1896), greve til Nørager oo Bertha f. komtesse Moltke
      - Viggo Vilhelm Moltke (1862-1943), greve, slotspræst
        - Kai Moltke (1902-1979), greve, politiker, MF

      - Aage Moltke (1868-1942), greve, officer

Andre af samme linje:
- Werner Jasper Andreas Moltke (1755-1835), overpræsident
  - Ehrenreich Christopher Ludvig Moltke (1790-1864), greve, diplomat
  - Saxo Moltkhe-Leth (2004-…), skuespiller (kendt for Valhalla)

### Andre i Danmark
- Fikke Moltke (død 1371?)
- Conrad Moltke (omkring 1380), rigsråd
- Evert Moltke (omkring 1380), marsk
- Jacob Moltke (død 1396?), biskop i Viborg
- Joachim Moltke (død 1664), boghandler og avisudgiver
- Casper Gottlob Moltke (1668-1728), amtmand
- Adolph Ermann Bernhard Wilhelm Moltke (1804-1871), administrator
- Erik Moltke (1901-1984), runolog
- Elmar Moltke Nielsen (1924-1997), arkitekt

### Andre i Tyskland
- Gebhardt von Moltke, tysk ambassadør
- Hans-Adolf von Moltke (1884–1943), tysk ambassadør
- Kuno von Moltke (1847–1923), generalløjtnant, Berlins kommandant
- Maximilian Leopold Moltke (1819–1894), digter af Siebenbürgenlied
- Werner von Moltke (født 1936), tysk atlet

## Steder knyttet til slægten
I Danmark:
- Bregentved
- Turebyholm
- Glorup, Anhof og Rygård – Moltke-Huitfeldt
- Jomfruens Egede
- Lystrup
- Tryggevælde
- Espe og Bonderup
- Nørager
- Slægtens gravkapel i Karise Kirke
- Stamhuset Moltkenborg
- Grevskabet Bregentved
- Marienlyst Slot
- Moltkes Palæ i Bredgade
- Moltkes Palæ på Amalienborg
- Marienborg Gods, Møn

I Tyskland:
- Nør i Slesvig
- Nütschau i Holsten
- Riesenow i Mecklenburg
- Strietfeld i Mecklenburg
- Walkendorf i Mecklenburg
- Schloss Kreisau i Schlesien, nu Krzyżowa